# Owen Vaccaro
Owen Wilder Vaccaro (* 16. Dezember 2005 in Atlanta, Georgia) ist ein US-amerikanischer Filmschauspieler und Kinderdarsteller.

## Leben
Owen Vaccaro wurde am 16. Dezember 2005 in Atlanta geboren und besuchte die Holy Innocents Episcopal School. Er hat zwei weitere Geschwister. Schon früh interessierte er sich für die Schauspielerei und war in seinem ersten Schuljahr bereits in einem Stück vertreten.
Ein Agent half ihm, Rollen in den Independent-Filmen The Product of Me and Rom zu bekommen, was zu seiner Rolle im Spielfilm Daddy’s Home – Ein Vater zu viel im Jahr 2015 führte. Außerdem war Vaccaro im Paramount Pictures-Film Daddy’s Home 2 – Mehr Väter, mehr Probleme! (2017) vertreten. 2018 spielte er die Hauptrolle von Lewis Barnavelt in dem Film Das Haus der geheimnisvollen Uhren mit Jack Black und Cate Blanchett.

## Filmografie (Auswahl)
- 2013: Rom
- 2014: Ein Produkt von mir (A product of Me)
- 2015: Daddy’s Home – Ein Vater zu viel (Daddy’s Home)
- 2016: Mother’s Day – Liebe ist kein Kinderspiel (Mother’s Day)
- 2017: Miyubi
- 2017: Fun Mom Dinner – Jede Mom braucht mal eine Auszeit
- 2017: Daddy’s Home 2 – Mehr Väter, mehr Probleme! (Daddy’s Home 2)
- 2018: Das Haus der geheimnisvollen Uhren (The House with a Clock in Its Walls)
- 2019: Mine 9
- 2019: Team Marco
- 2019: Noelle
- 2021: Abenteuer ʻOhana (Finding ’Ohana)

## Auszeichnungen
- 2017: Canadian Screen Award for Best Immersive Experience